# Our Goody Day... Bokura no Good Day
Our Goody Day... Bokura no Good Day (OUR GOOD DAY… 僕らのGOOD DAY?, Yume wo dakishimete) è un brano musicale di Megumi Hayashibara, scritto da Shima Erina, Kudou Takashi, Omori Toshiyuki e Mamie.D.Lee, e pubblicato come singolo il 24 marzo 1993 dalla Starchild. Una versione del brano in lingua inglese intitolata In The Fluffy MOON Nite è stato incluso nell'album SHAMROCK. Il singolo raggiunse la cinquantaquattresima posizione della classifica settimanale Oricon, e rimase in classifica per due settimane vendendo 11 080 copie. Il brano è stato utilizzato come sigla di chiusura dell'anime Nekketsu Saikyō Go-Saurer.

## Tracce
CD singolo KICM-54
1. OUR GOOD DAY... Bokura no GOOD DAY (春猫不思議月夜 -おしえてHappiness-) - 4:09
2. KEEP ON DREAMING <MEGUMI Version> - 3:35
3. OUR GOOD DAY... Bokura no GOOD DAY' (Original Karaoke) - 4:09

Durata totale: 11:55

## Classifiche
| Classifica (1993)                        | Posizione più alta |
| ---------------------------------------- | ------------------ |
| Giappone (Classifica settimanale Oricon) | 54                 |